# NGC 4773/1
NGC 4773/1 је елиптична галаксија у сазвежђу Девица која се налази на NGC листи објеката дубоког неба.
Деклинација објекта је - 8° 38' 18" а ректасцензија 12h 53m 35,9s. Привидна величина (магнитуда) објекта NGC 4773 износи 13,9 а фотографска магнитуда 14,9. NGC 47731 је још познат и под ознакама MCG -1-33-41, PGC 43810.